# Парыгин, Александр Сергеевич
Алекса́ндр Серге́евич Пары́гин (род. 16 марта 1950, Губаха, Молотовская область) – советский и российский хозяйственный деятель, директор ОАО «Пермглавснаб», Почётный строитель России.
Родился четвёртым ребёнком в семье, отец был директором Кизеловской ГРЭС, мать — домохозяйкой. В 1953 году семья переехала в Березники, в 1961 году — в Краснокамск. В 1967 году окончил школу в Краснокамске с серебряной медалью, в том же году поступил на электротехнический факультет Пермского политехнического института; окончил его в 1972 году по специальности «инженер — электрик». В составе сборной Краснокамска занимал I место в молодёжных соревнованиях по волейболу по зоне Урале; получил II разряд по волейболу и III разряд по настольному теннису.
После института работал на велосипедном заводе (позднее — ОАО «ВЕЛТА») в Перми, где прошёл путь от начальника подстанции до главного энергетика.
С 1983 года — на партийной и советской работе. В 1983 году стал секретарём партийной организации завода им. Октябрьской Революции. В 1987 году избран секретарём, затем первым секретарём Свердловского районного комитета КПСС Перми. В 1989—1992 годах — председатель Свердловского районного совета Перми. Делегат XXVIII съезда КПСС (1990).
С 1992 года — заместитель директора, с 1997 года — директор ОАО «Пермглавснаб», который под его руководством стал одним из крупнейших застройщиков жилья в Пермском крае.

## Звания
Почётный строитель России (2010).

## Семья
Жена (с 1972) — Татьяна Александровна. Сыновья: Роман (род. 1973), Сергей (род. 1977).